# نیل تراویز
نیل تراویز (انگلیسی: Neil Travis; ۱۲ اکتبر ۱۹۳۶ – ۲۸ مارس ۲۰۱۲) یک تدوین‌گر اهل ایالات متحده آمریکا بود.

## فیلمشناسی
- آرواره‌ها ۲ (۱۹۷۸)
- آزمایش فیلادلفیا (۱۹۸۴)
- کوکتل (۱۹۸۸)
- رقصنده با گرگ‌ها (۱۹۹۰)
- بازی پاتریوت (فیلم) (۱۹۹۲)
- تهدید فوری و آشکار (فیلم) (۱۹۹۴)
- شیوع (۱۹۹۵)
- مال فلاندرز (۱۹۹۶)
- لبه (فیلم ۱۹۹۷) (۱۹۹۷)
- نامادری (۱۹۹۸)
- مرد دویست ساله (۱۹۹۹)
- مجموع همه ترس‌ها (۲۰۰۲)
- نابودگر ۳: خیزش ماشین‌ها (۲۰۰۳)